# 丹麥藝術與設計博物館
丹麥藝術與設計博物館（丹麥文：Designmuseum Danmark、Kunstindustrimuseet或Det danske Kunstindustrimuseum）是一座位於丹麥哥本哈根的博物館，收藏設計和工藝品。這所博物館擁有斯堪的納維亞最大的用來做設計工作的圖書館。

## 歷史
丹麥藝術與設計博物館始建於1890年。由Vilhelm Klein設計，坐落於市政廳廣場。1894年完工，次年對公眾開放。博物館藏品按分類藏於數個畫廊。博物館設立的最初目的是通過聚焦不同時代的最優秀的藝術品，來鼓勵設計師和相關工業的發展。
1926年，博物館移至現址，這裡原先是弗雷德里克斯醫院。建築師卡里·克林特和Ivar Bentsen對原建築做了必要的更改。

## 藏品
丹麥藝術大師阿納·雅各布森、雅各布·詹森和卡里·布林特（Kaare Klint）的作品在這裡都能見到。博物館中也有一些中國和德國瓷器。

## 圖書館

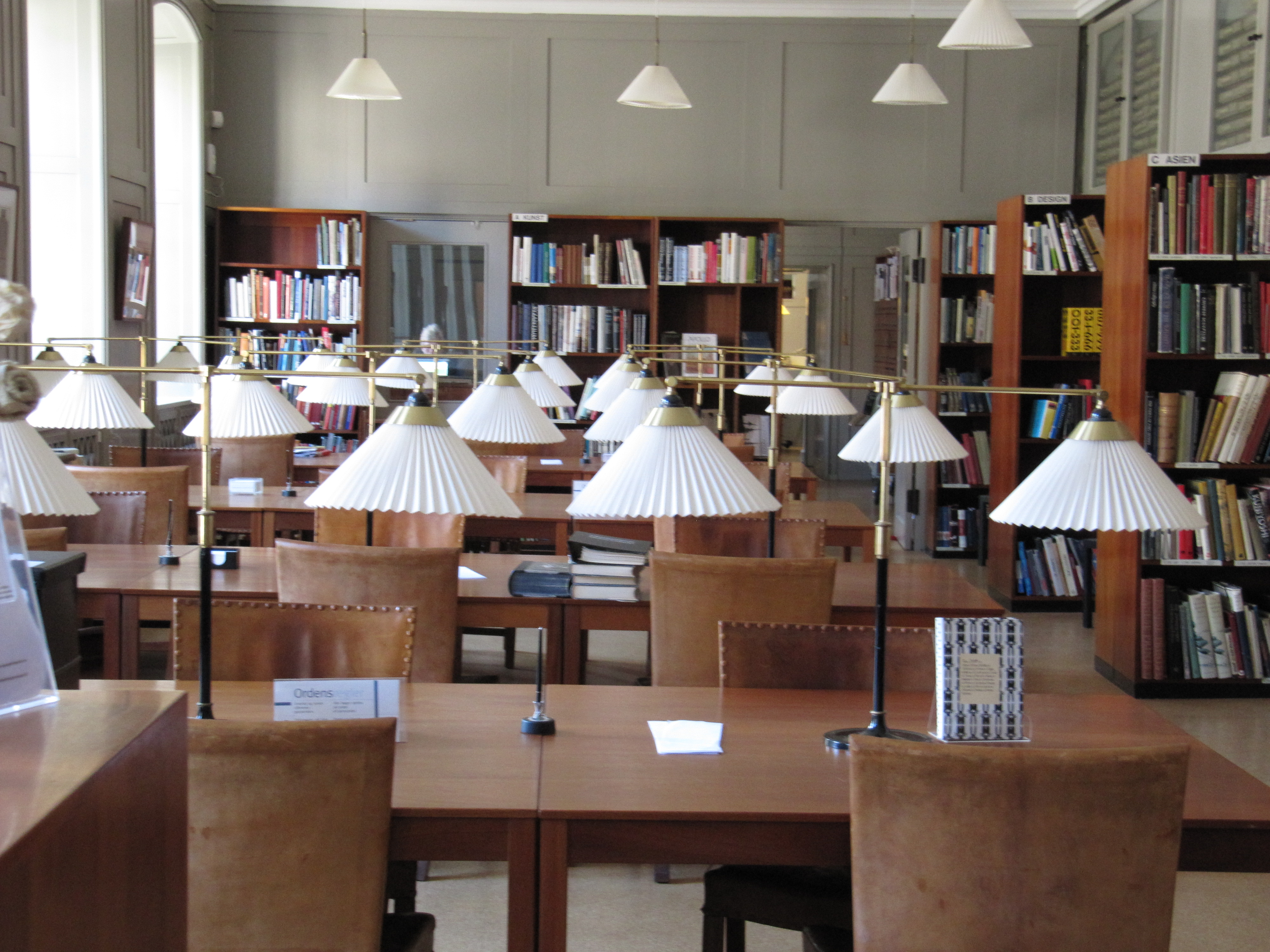
卡里·克林特設計的閱讀室

這所博物館擁有斯堪的納維亞最大的用來研究裝飾藝術和工業設計的圖書館。除了對公眾完全開放外，這所圖書館也是供學者研究用的學術圖書館和領域內的丹麥中央圖書館。每星期二到星期五11點到17點是對公眾開放時間。圖書館擁有超過1,000種學術期刊，其中75種的近刊可以在圖書館閱讀室瀏覽 。
圖書館閱讀室有時會利用博物館藏品召開相關領域的公共講座。

## 禮堂
博物館一層有可容納120人的小禮堂，會出租給講座、音樂會和招待會等。

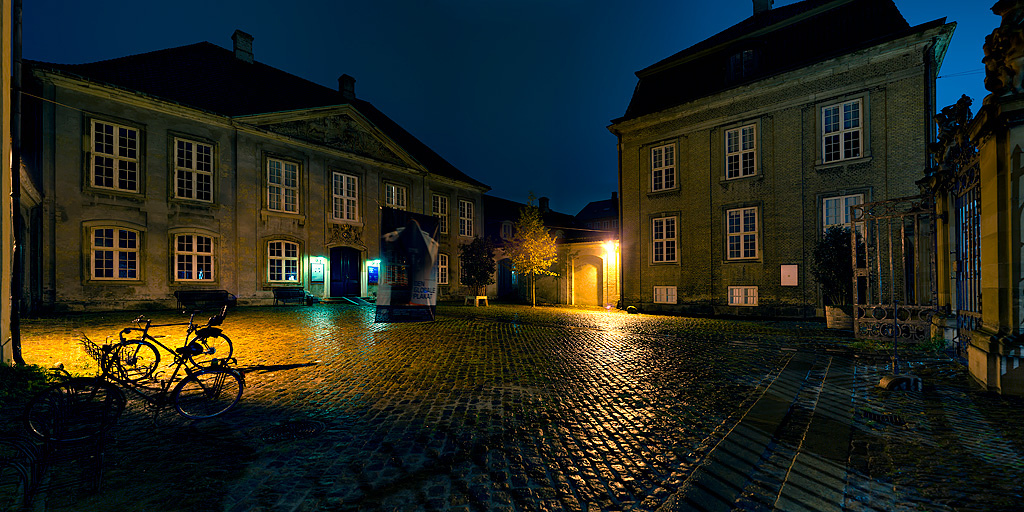
夜晚的博物館前院

哥本哈根交響樂團有時也會在這裡演出室內樂。

## 外部連結
- 丹麥藝術與設計博物館網站
- Furnitureindex.dk：20到21世紀的丹麥傢具 （页面存档备份，存于）

55°41′10.95″N 12°35′36.06″E / 55.6863750°N 12.5933500°E